# Scaridium montanum
Scaridium montanum är en hjuldjursart som beskrevs av Segers 1995. Scaridium montanum ingår i släktet Scaridium och familjen Scaridiidae. Inga underarter finns listade i Catalogue of Life.